# Psilotreta aidoneus
Psilotreta aidoneus är en nattsländeart som beskrevs av Malicky 1997. Psilotreta aidoneus ingår i släktet Psilotreta och familjen böjrörsnattsländor. Inga underarter finns listade i Catalogue of Life.